# Gabites-Gletscher
Der Gabites-Gletscher ist ein Gletscher im ostantarktischen Viktorialand. In der Willett Range liegt er an der Stirnwand des Caffin Valley 500 m westlich des Kopfendes des Walker-Gletschers.
Das New Zealand Geographic Board benannte ihn 2005 nach Helen Isobel Gabites, Mitglied der geologischen Mannschaft einer von 1982 bis 1983 dauernden Kampagne der Victoria University’s Antarctic Expeditions zum Mount Bastion und zu den Allan Hills.